# Heian

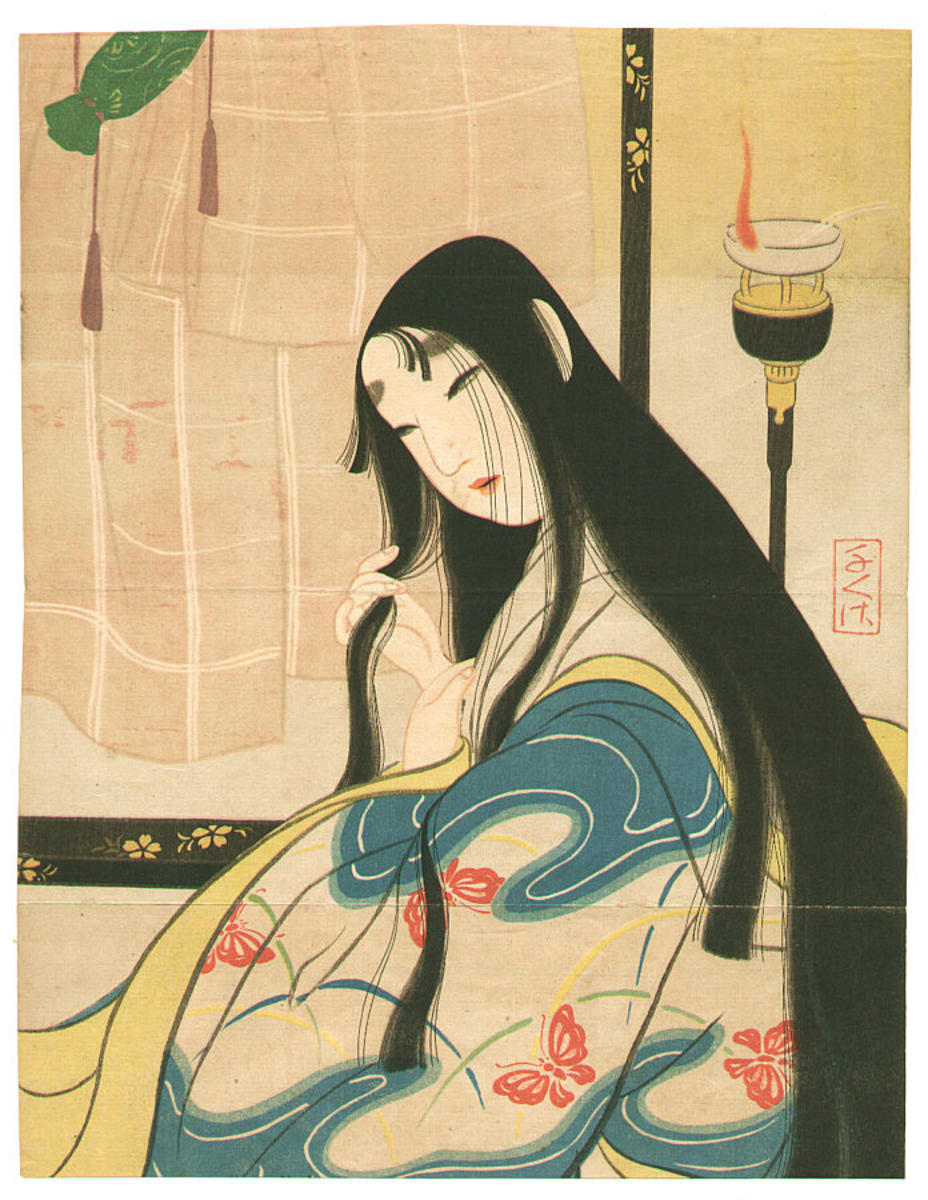
Chigusa Kotani (Yoshioka) 1889-1947, Dama dworu okresu Heian

Okres Heian (jap. 平安時代 Heian-jidai) – jeden z okresów, na które historycy tradycyjnie dzielą dzieje Japonii, trwający od 794 do 1185 roku, najdłuższy (prawie 400 lat) czas względnego spokoju wewnętrznego.

## Heian-kyō
Początek okresu Heian wynika z decyzji cesarza Kammu, który przeniósł dwór cesarski z Nary do oddalonej o 40 km na północ, specjalnie w tym celu wybudowanej, nowej stolicy o nazwie Heian-kyō (jap. 平安京) (Stolica Pokoju i Spokoju, obecnie Kioto).

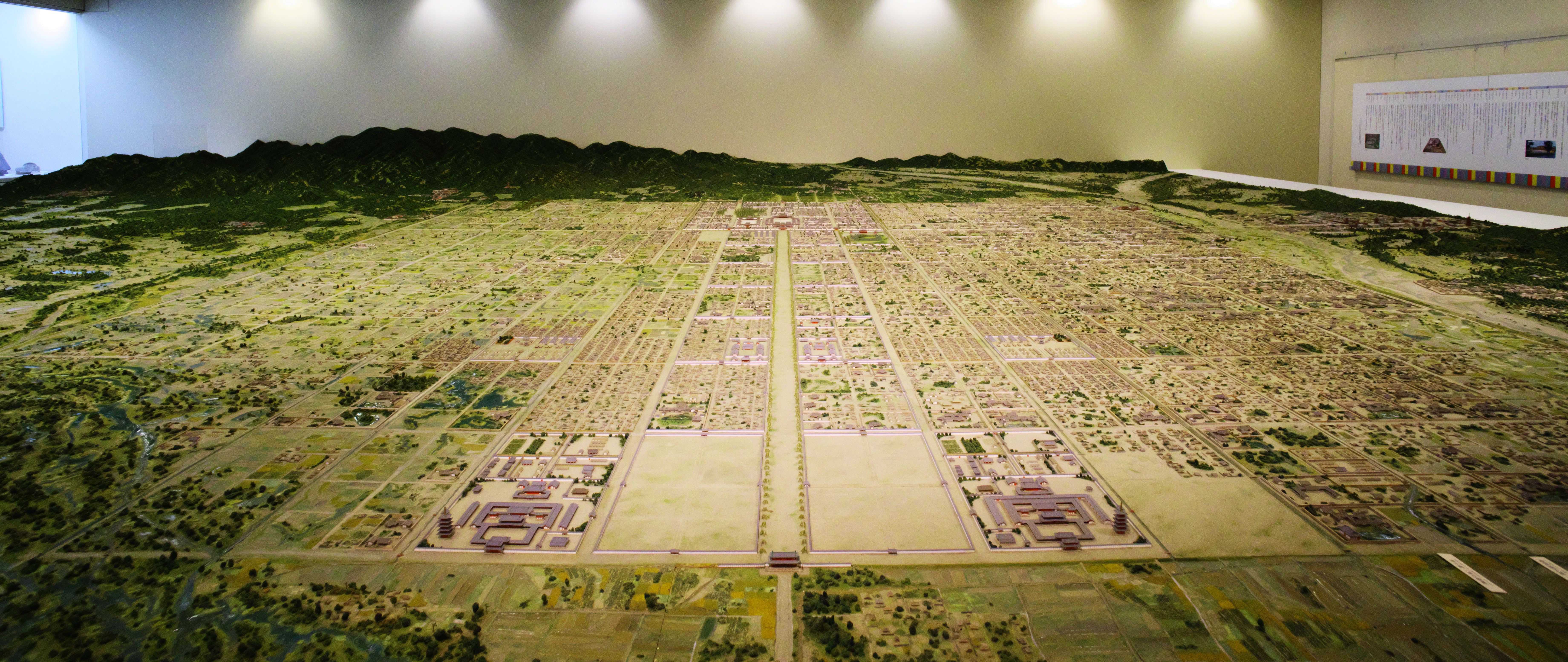
Makieta Heian-kyō (obszar ok. 4,8 na 5,3 km), w głębi pałac cesarski Daidairi

## Dominacja rodu Fujiwara
W połowie IX wieku realna władza na dworze cesarskim przeszła z cesarza na rodziny arystokratyczne. Została zdominowana przez najpotężniejszy wówczas ród możnowładczy Fujiwara, który kontrolował Japonię przez prawie 300 lat.
Ród wywodzi się od Kamatariego Fujiwary (Kamatari Nakatomi, 614–669). Fujiwarowie nigdy nie byli władcami, ale realną władzę osiągnęli poprzez wżenianie swoich córek w rodzinę cesarską i pilnując, aby synowie żon Fujiwara zostawali cesarzami. Ponadto, stworzyli oni stanowiska sesshō i kampaku (regenta i kanclerza) działających jako doradcy cesarza i w jego imieniu. W rzeczywistości stali się więc silniejsi niż władcy, którymi kierowali. Stosowali także system doprowadzania cesarzy do abdykacji (system insei, „cesarza w stanie spoczynku”, „rządy cesarza z klasztoru”), tak aby ich dzieci mogły przejmować tron. Umożliwiało im to rządzenie właśnie jako regenci w imieniu młodego cesarza.
Jedną z najważniejszych postaci klanu był Michinaga Fujiwara, który został jego przywódcą (uji no chōja) w 995 roku. Podczas swoich 30 lat rządzenia ożenił cztery córki z czterema cesarzami i miał czterech cesarzy jako wnuków. Był to szczytowy okres (966–1027) tak silnych rządów, że Michinaga mógł stwierdzić w swoim słynnym wierszu: „Gdy się tak zastanowić, ten świat jest mój; nic nie brakuje księżycowi w pełni”
Michinaga wycofał się z polityki i został mnichem buddyjskim w 1019 roku. Jego życie stało się w znacznej mierze treścią Eiga monogatari (Opowieści o rozkwicie), historii rodu Fujiwara w latach 850–1092.
Dominacja klanu Fujiwara była niejednokrotnie poddawana atakom. Jedną z pierwszych prób odzyskania władzy podjął były cesarz Uda. Wykorzystał w tym celu uczonego, pisarza i poetę Michizane Sugawarę (845–903), osobę z zewnątrz, którą wypromował na wysokie stanowisko ministra prawej strony. Jednakże w 901 roku Fujiwarowie oskarżyli go o zdradę, w wyniku czego został wygnany do delegatury rządu w Dazaifu jako zarządca biura.
Inną próbę podjął cesarz Shirakawa, abdykując w 1087 roku i pozwalając swemu synowi, Horikawie panować pod jego nadzorem „z klasztoru” ponad 30 lat. Od tego czasu cesarze tworzyli własną biurokrację władzy podobną do tej klanu Fujiwara. Ta strategia „emerytowanych” cesarzy sprawiała, że rządzenie stało się znane właśnie jako „rząd klauzurowy” (insei), ponieważ cesarz zwykle pozostawał za zamkniętymi drzwiami w klasztorze.
Ogromna struktura klanu powodowała, że również wewnątrz niej rywale walczyli o stanowiska i wpływy w aparacie centralnym i w prowincjach. Północna linia Fujiwara ustanowiła ośrodek administracyjny w Hiraizumi na północy Honsiu. Ich dominacja w tym regionie była wielokrotnie kwestionowana przez inne gałęzie rodu.
Znaczący bunt został przeprowadzony przez Sumitomo Fujiwarę (?–941) w prowincji Iyo (ob. prefektura Ehime) na Shikoku. Dowodził on dużą piracką flotą, która nękała Morze Wewnętrzne i wody między Japonią a Azją kontynentalną. Jego rewolta objęła cały region San’yō. Stał się bohaterem dla miejscowych chłopów, gdy atakował spichlerze rządowe. Bunt został jednak szybko stłumiony po jego śmierci w 941 roku.
Z biegiem lat na prowincji powstawały jednak nowe siły, które już poważnie zagroziły dominacji Fujiwarów. Znaczne wpływy uzyskały dwa rody: Minamoto (Genji) i Taira (Heike). Mając własne prywatne armie samurajów, stały się one ważnymi uczestnikami walki o władzę wewnątrz klanu Fujiwara. W 1156 roku wybuchł konflikt zbrojny, który miał dwie przyczyny. Jedną były starania rodu Fujiwara o utrzymanie władzy i wpływów. Drugą – dynastyczny spór pomiędzy dwoma synami zmarłego cesarza Toby: panującym cesarzem Go-Shirakawą i byłym cesarzem Sutoku. Klan Taira opowiedział się po stronie Go-Shirakawy, a klan Minamoto – Sutoku.
W wyniku tego konfliktu klan Fujiwara znacznie osłabł, a rody Minamoto i Taira zwiększyły swoje wpływy na dworze cesarskim. Z czasem jednak stosunki pomiędzy nimi znacznie się pogorszyły, doprowadzając tym razem do bezpośredniej walki pomiędzy nimi (jeszcze z biernym udziałem Fujiwarów) w 1160 roku. Konflikt ten zakończył się zdecydowanym zwycięstwem rodu Taira, ale po latach doprowadził do długiej wojny z rodem Minamoto, wojny Gempei (1180–1185), która zakończyła okres Heian. Została ona opisana w opowieści wojennej Heike monogatari (Opowieść o rodzie Taira/Heike).
Wojna Gempei przyniosła rozstrzygnięcie na korzyść klanu Minamoto, który rozgromił swoich przeciwników w ostatecznej bitwie w zatoce Dan-no-ura na Wewnętrznym Morzu Japońskim. Przywódca klanu, Yoritomo, otrzymał w 1192 roku od cesarza tytuł sei’i-taishōgun. Od tego momentu centrum życia politycznego kraju przesunęło się na równinę Kantō. Yoritomo przeniósł swoją stolicę do Kamakury, od której swoją nazwę bierze kolejny okres, tym razem zdominowany przez wojsko.
Ród Fujiwara stracił władzę polityczną, ale nadal był ważną rodziną arystokratyczną. Wielu jej członków nadal zajmowało utytułowane stanowiska w stolicy i prowincjach, nawet jeśli nie miały one bezpośredniego wpływu na rząd. Klan wydał wielu znanych pisarzy i poetów, między innymi Sadaie Fujiwarę (1162–1241), który był współredaktorem i autorem wielu poematów zawartych w wielkiej antologii poezji japońskiej Shin-kokin-waka-shū (Nowy zbiór starych i nowych poematów).

## Religia

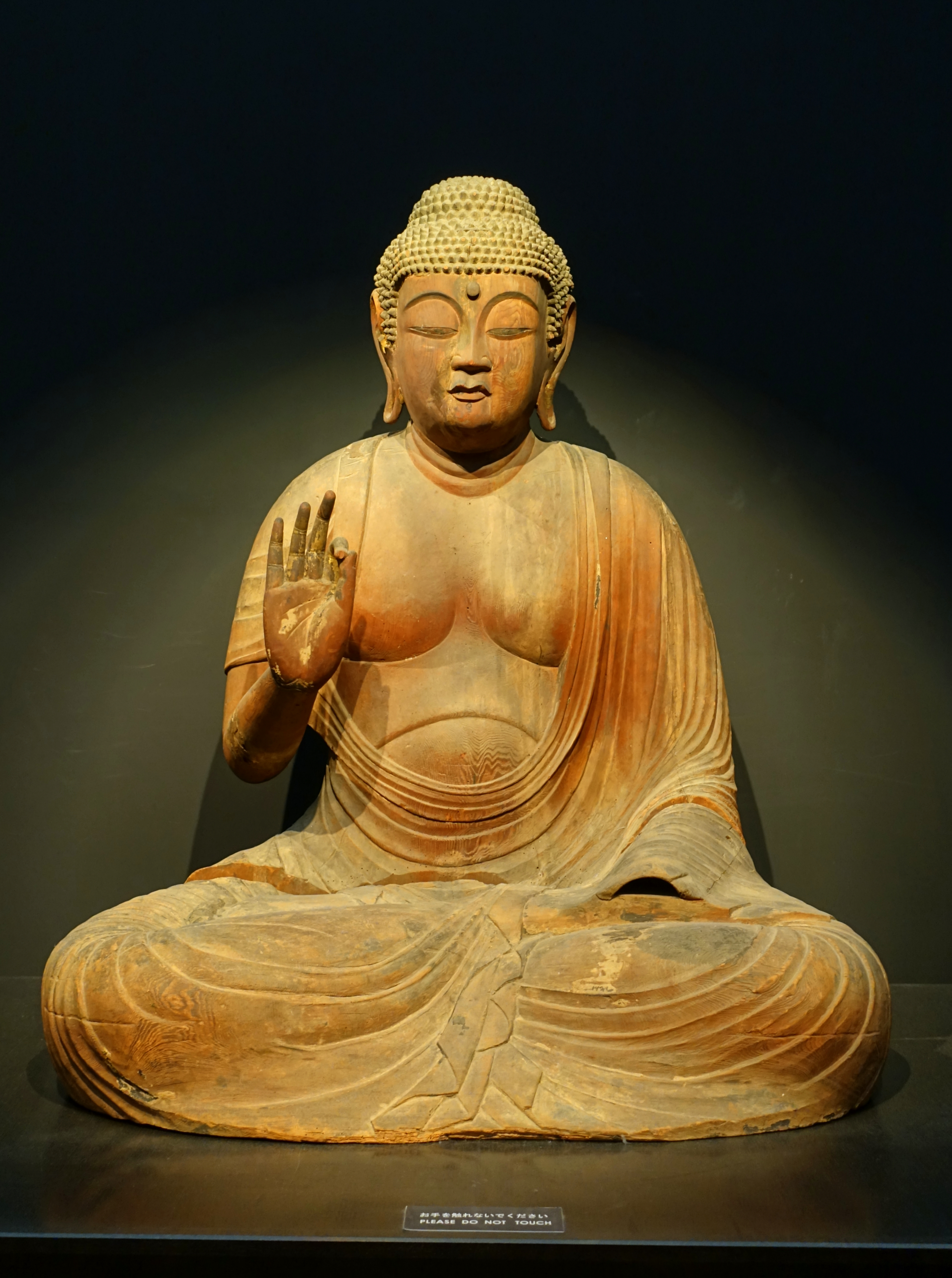
Amida Nyorai, okres Heian, 1147 r., Muzeum Narodowe w Tokio

Religia w okresie Heian była zdominowana przez dwie sekty buddyjskie: shingon (Sekta Prawdziwego Słowa) i tendai (Szkoła Sutry Lotosu). Obie należały do gałęzi buddyzmu mahajana („Wielkiego Wozu”). Twórcą pierwszej był Kūkai (774–835), a drugiej Saichō (766–822). Pojawili się oni jednocześnie i niezależnie od siebie, dochodząc różnymi drogami do podobnych wyników. Obaj odeszli od scholastycznych, starych szkół i stworzyli ezoteryczne systemy eklektyczne o ładunku emocjonalnym i magicznym. Działalność obu sekt miała ogromny wpływ na kulturę, zwłaszcza w takich dziedzinach, jak: malarstwo, rzeźba i literatura, a jako religia arystokracji i jej władzy była pomyślana jako ochrona dworu i państwa. Poprzez specjalne rytuały wspomagały władze w trudnych sytuacjach i chwilach politycznej niepewności, jak bunty w prowincjach, czy klęski żywiołowe.
Obie te główne sekty zaczęły tracić znaczenie w połowie X wieku. Pojawiła się tendencja do upraszczania buddyzmu i przybliżania go masom społecznym. Zwalniała ona ludzi ze zgłębiania tajników wiedzy ezoterycznej, umartwiania i obrzędów, wprowadzając wiarę w niezgłębione miłosierdzie Buddy Amidy. Ideę tę głosił m.in. mnich Hōnen, który w 1175 roku założył Jōdo-shū (Szkoła Czystej Krainy). Wystarczy jedynie wzywać imię Amidy, aby odrodzić się w raju, czyli w Czystej Ziemi. Zgodnie z tą ideą postępował mnich Kūya (903–972), który nauczał, wędrując po całym kraju.
Stopniowo wzrastał w siłę ruch ascetyczno-magiczny zwany shugendō („droga ascezy”), łączący elementy ezoterycznego buddyzmu, taoizmu i shintō, a także kult gór. Tendencje synkretyczne stały się widoczne poprzez zespalanie buddyzmu z shintō. W okresie Heian duchowieństwo buddyjskie przejęło opiekę nad znaczną liczbą lokalnych chramów shintō. Twierdzenie, że japońskie kami były w istocie postaciami bóstw buddyjskich, np. Amaterasu Ōmikami (świecąca na niebie, bogini słońca) to Dainichi Nyorai (Wielkie Słońce), co jest innym imieniem Rushany, Buddy Uniwersalnego, uzasadniało połączenie tych dwóch religii. W XII wieku kapłani shintō opracowali w pełni synkretyczną teorię, zwaną ryōbu-shintō.

## Architektura, sztuka, kultura dworska
Długie wieki względnego spokoju, rozwój gospodarki shōen (własność ziemska wyłączona spod kontroli władz centralnych, która wzmocniła ekonomicznie arystokrację), dominacja rodu Fujiwara, odchodzenie od wzorców chińskich i zwrot ku tradycji rodzimej, wpływ idei buddyjskich na życie codzienne i powstanie synkretycznych teorii religijnych, wpływały na siebie wzajemnie, tworząc jedyną w swoim rodzaju kulturę, która do dziś jest źródłem przeżyć estetycznych i inspiracją dla współczesnych twórców. Wszystko to jednak dotyczyło wąskiej grupy arystokracji.

### Architektura

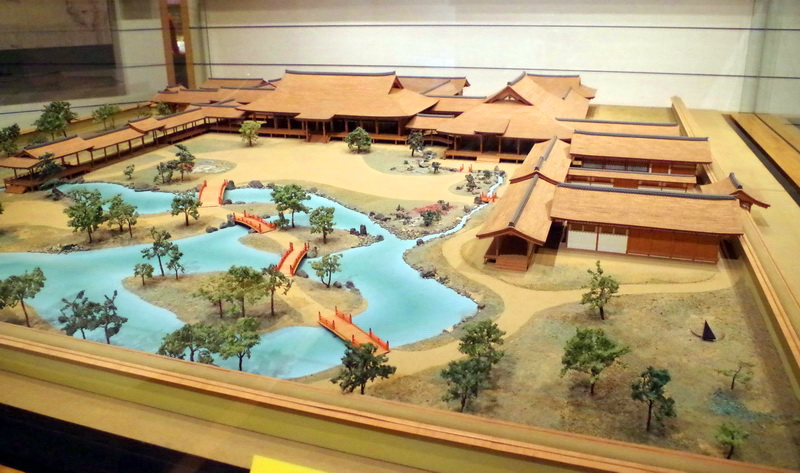
Makieta rezydencji w stylu shinden-zukuri

Klan Fujiwara do skonsolidowania władzy wykorzystał także kulturę i sztukę, opierając się na rozwijaniu unikatowych idei japońskich. Jednym z przykładów jest wypracowanie stylu architektonicznego shinden-zukuri („styl pawilonu sypialnego”) do budowy luksusowych rezydencji arystokratów, składających się z kilku pawilonów połączonych krytymi galeriami, wśród wspaniałych ogrodów. W terenie tym zbiega się wiele rzek i występują źródła wody. Były one wykorzystywane do konstrukcji stawów, wodospadów i strumieni (yarimizu) zarówno pod kątem estetyki, jak i wytworzenia mikroklimatu chłodnej świeżości w czasie gorącego lata.
Cechą charakterystyczną tego stylu było umieszczanie w centrum najobszerniejszego budynku, kwatery pana domu. Pawilony przeznaczone dla żon, dzieci, administracji, służby, straży i pomieszczenia gospodarcze stawiane były na północ, wschód i zachód od głównego pawilonu i połączone z nim zadaszonymi przejściami. Główna część była zwrócona w stronę południową, na staw ze sztucznymi wysepkami i mostkami. Rezydencje można było poszerzać o nowe pawilony, a wnętrza dostosowywać do różnych potrzeb dzięki stosowaniu przesuwanych ścianek fusuma lub parawanów byōbu.
Jedyną zachowaną do dziś budowlą z okresu Heian jest Pawilon Feniksa w świątyni buddyjskiej w Uji o nazwie Byōdō-in. Ona sama oraz inne obiekty na jej terenie (w tym muzeum Hōshōkan) są miejscem przechowywania wielu dzieł sztuki, a głównym przedmiotem czci jest rzeźba Amidy (Amida Nyorai), dłuta Jōchō.

### Literatura
Na początku IX wieku piśmiennictwo japońskie rozwijało się jeszcze pod wpływem chińskim, a twórcami byli zazwyczaj mężczyźni piszący po chińsku. Powstawały głównie kroniki historyczne, jak m.in.: Nihongi (Kronika japońska, 720), Shokunihongi (Ciąg dalszy kroniki japońskiej, 797), Nihonkōki (Późna kronika japońska, 841), Sandai jitsuroku (Wierne zapiski trzech pokoleń, 901).
Pojawiły się także zbiory krótkich opowieści, baśni i podań setsuwa, których najlepszym reprezentantem jest Nihon ryōiki (Japońska księga o duchach i dziwach, 822).
W II połowie IX wieku powróciło zainteresowanie poezją rodzimą (kokufūka). Zwyczajem stało się improwizowanie wierszy podczas przyjęć oraz branie udziału w turniejach poetyckich (uta-awase). Ceniono Komachi Ono (834?–900) i Narihirę Ariwarę (825–880).
Do osiągnięć literatury okresu Heian należą: poezja rodzima waka, dzienniki nikki, luźne szkice zuihitsu, opowieści monogatari. Do rozwoju piśmiennictwa przyczyniło się stworzenie i udoskonalenie dwóch rodzajów pisma fonetycznego: hiragany (początkowo zwanego pismem kobiecym onnade), wykorzystywanym przez damy dworu, które nie znały języka chińskiego oraz katakany.
W 905 roku powstała pierwsza cesarska antologia poezji Kokin wakashū (Zbiór poezji dawnej i współczesnej). Została ona przyjęta jako wzorzec norm językowych i literackich dla poetów na całe tysiąclecie. Powstawały także antologie prywatne oraz zapiski z turniejów poetyckich organizowanych w rezydencjach arystokratów.
Popularne stały się nowe formy monogatari, jak np.: Taketori monogatari (Opowieść o zbieraczu bambusu), Eiga monogatari (Opowieść o rozkwicie), Konjaku monogatari (Opowieści o rzeczach dawnych). Najbardziej znanym jednak dziełem tego okresu jest Genji monogatari (Opowieść o księciu Genji) autorstwa damy dworu Murasaki Shikibu. Jest ono uznawane za pierwszą powieść w literaturze światowej oraz największe dzieło starożytnej literatury japońskiej. Ze względu na to, że losy kilkuset bohaterów opisane są na tle wydarzeń społecznych i politycznych, dzieło jest przedmiotem stałych badań historyków w Japonii i na świecie. W tym samym czasie pisała także jej literacka konkurentka, Sei Shōnagon, córka dworskiego poety. Zostawiła ona po sobie m.in. pamiętnik pt. Makura no sōshi (Zapiski spod wezgłowia), w którym barwnym językiem ukazuje intymne życie dworu cesarskiego.

### Malarstwo

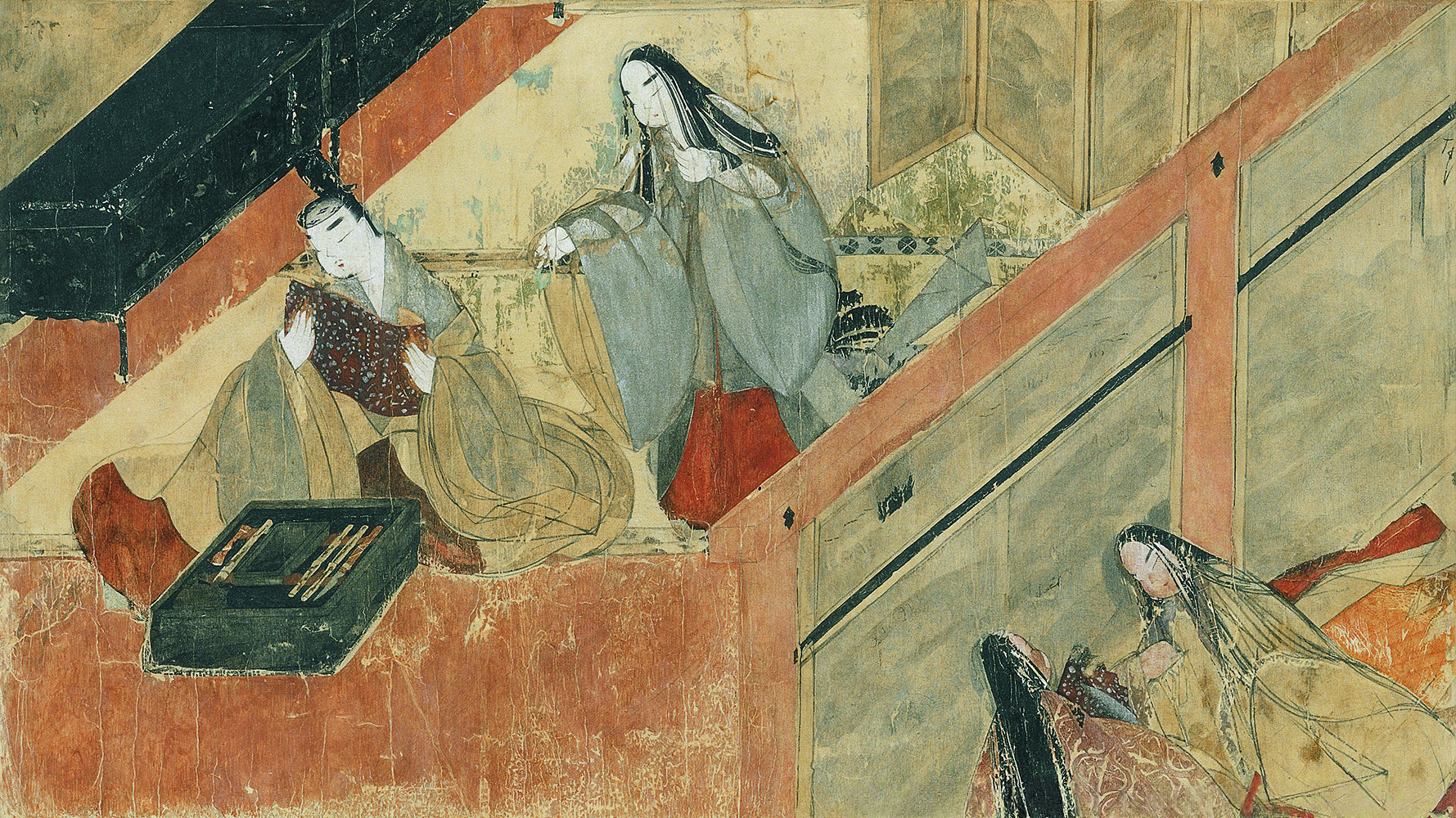
Genji-monogatari, emaki-mono – ilustracja do rozdz. 39 pt. Yūgiri

Rozkwit literatury doprowadził do popularyzacji kaligrafii i malarstwa świeckiego, często w postaci obrazów-zwojów (emaki-mono). Jego cechą charakterystyczną są piękne, delikatne kolory i drobiazgowe oddanie realiów. Obrazom towarzyszyły teksty pisane pędzelkiem. Kaligrafia i malarstwo uzupełniały się, tworząc formy przekazu artystycznego kontynuowane do dziś. Tematyka dzieł znacznie poszerzyła się dzięki ilustracjom do dzieł literackich. Nastąpił dynamiczny rozwój malarstwa w stylu yamato-e.
Popularne stało się także malarstwo na składanych parawanach (byōbu), rozsuwanych panelach (fusuma) dzielących wnętrza i wachlarzach. Z pamiętników i opowieści tego okresu wynika, że na dworze cesarskim i w rezydencjach arystokratów jedną z rozrywek było oglądanie obrazów. Organizowano konkursy malarskie podobne do poetyckich, czy pachnideł. Uprawianie literatury, malarstwa, muzyki stało się koniecznością życiową.

### Rzeźba
Pod wpływem sztuki dynastii Tang w poprzednim okresie Nara buddyjskie wizerunki i rzeźby były wytwarzane z różnych materiałów: metalu, gliny, laki, często w naturalistycznej formie. W okresie Heian za najbardziej odpowiednie uznano drewno, a rzeźbione postacie nabrały „boskiego” wyglądu poprzez dodanie atrybutów boskości w postaci dodatkowych głów i rąk oraz stworzenie rozpoznawalnej symboliki wyrażającej mądrość, siłę i czystość.
W okresie Heian rzeźbiarze przeszli od techniki tworzenia „konstrukcji z pojedynczego bloku” (ichiboku-zukuri) do stworzonej przez Jōchō techniki łączenia kilku elementów z drewna (yosegi-zukuri). Surowość została zastąpiona kolorystyką i wyszukanymi detalami.

### Muzyka
Nastąpił rozwój muzyki dworskiej o nazwie gagaku („elegancka muzyka”), która dotarła do Japonii z Chin i Korei w okresie Nara (710–794). Jest wykonywana przez zespół około 20 osób grających na instrumentach dętych, smyczkowych i perkusyjnych. Arystokraci dworscy tracili twarz, jeżeli nie potrafili grać, na którymś z nich. W połowie okresu Heian muzyka ta osiągnęła swoją ostateczną formę i zachowała ją mniej więcej do dziś. Gagaku dzieli się na trzy kategorie: kangen (instrumenty), bugaku (taniec) i kayō (pieśni). Zespół nie ma dyrygenta i aby oddać ducha gagaku, wykonawcy muszą dobrze się rozumieć.
Muzyka ta wykonywana jest podczas ceremonii cesarskich oraz w świątyniach i chramach. Jednakże od kilku lat zyskuje na popularności. Jest traktowana jako hobby, prezentowana w mediach, a uczniowie gimnazjów poznają ją na zajęciach szkolnych.

### Zwyczaje dworskie

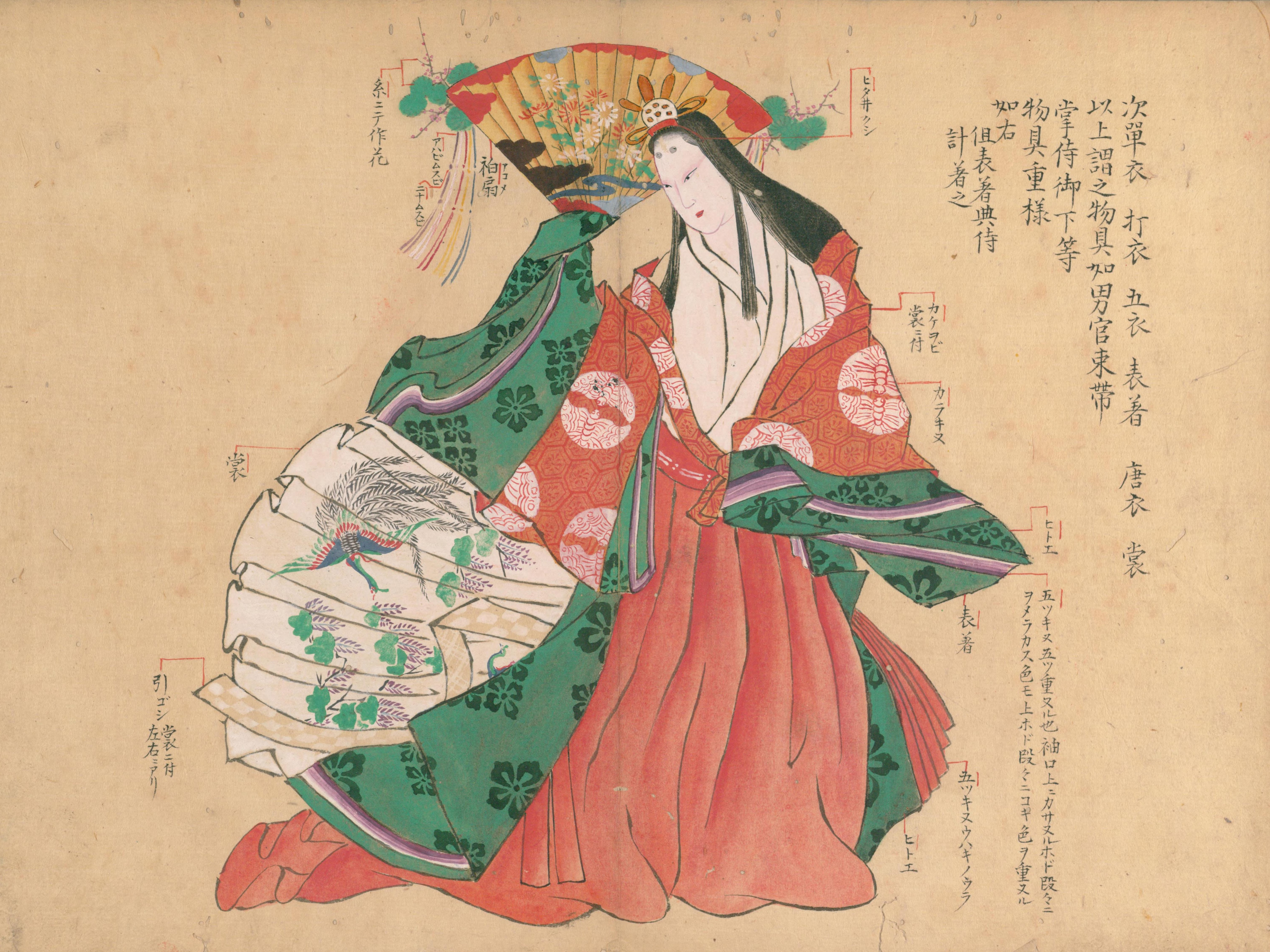
Dama dworu w stroju jūni-hitoe

Dla dworzan, dostojników i wysokiej rangi urzędników jednym z głównych obowiązków było organizowanie i uczestniczenie w różnorodnych, corocznych wydarzeniach i ceremoniach: od noworocznego Shihō-hai (oddanie czci przez cesarza bóstwom czterech stron świata) do tsuina (ceremonii wypędzania diabłów) w ostatnim dniu roku. Każdy dworzanin, zgodnie ze swoją rangą, studiował swoją część każdego ceremonialnego procesu, aby być gotowym do wypełniania obowiązków zgodnie z wymaganiami. Wielu z nich opisywało te ceremonialne wydarzenia w swoich dziennikach, aby oni sami lub ich potomkowie mogli z nich korzystać w przyszłości. Z tego powodu takie dzienniki i pamiętniki są istotnym źródłem informacji o obrzędach na dworze cesarskim w okresie Heian.
Charakterystyczną cechą arystokratycznej elity Heian był walor estetyczny o wysokim poziomie wyrafinowania i kierowania się zasadą gustu. Okres dominacji rodu Fujiwara stanowił szczytowy okres rozwoju tej kultury – niezależnej od Chin – co w połączeniu z dobrobytem pozwoliło rozwinąć się stylowi życia odmiennemu w treści i formie od stylu okresu Nara.
Obowiązującym tematem wykwintnych konwersacji stał się motyw ulotności życia i wyzwolenia poprzez śmierć. Zaduma nad smutkiem egzystencji należała do dobrego tonu, świadczyła bowiem o wrażliwości uczuciowej, co było niezbędnym atrybutem człowieka kulturalnego. To wszystko obejmuje istotne i bardzo wieloznaczne pojęcie mono no aware, łączące japońskie wysublimowanie estetyczne z ideami buddyjskimi. Płytki sentymentalizm widoczny w wielu wczesnych utworach literackich, pod wpływem buddyzmu nabrał głębi. Buddyzm natomiast musiał odejść od surowości okresu Nara i dostosować swoje formy zewnętrzne do wyrafinowanego gustu arystokracji.